# Az Zuwaytīnah
Az Zuwaytīnah (arabiska: الزويتينة) är en ort i Libyen.   Den ligger i distriktet Al Wahat, i den norra delen av landet, 700 km öster om huvudstaden Tripoli. Az Zuwaytīnah ligger 7 meter över havet och antalet invånare är 21 015.
Terrängen runt Az Zuwaytīnah är mycket platt. Havet är nära Az Zuwaytīnah åt nordväst.  Trakten runt Az Zuwaytīnah är nära nog obefolkad, med mindre än två invånare per kvadratkilometer. Det finns inga andra samhällen i närheten. 